# Lukko Rauma
Lukko Rauma je finski hokejski klub iz Raume, ki je bil ustanovljen leta 1936. Z enim naslovom finskega državnega prvaka je eden uspešnejših finskih klubov. 

## Lovorike
- Finska liga: 1 (1962/63)

## Upokojene številke
- 4 - Teppo Rastio, Jouni Peltonen
- 7 - Matti Keinonen
- 8 - Jorma Vehmanen
- 26 - Matti Forss

## Znameniti hokejisti
Glej tudi Kategorija:Hokejisti Lukko Rauma.
- Glenn Anderson
- Chris Collins
- Hal Gill
- Erik Hämäläinen
- Esa Keskinen
- Vladimir Miškin
- Esa Pirnes
- Bruce Racine
- Jouni Rinne
- Dwayne Roloson
- Pasi Saarela
- Juha Riihijärvi
- Jari Torkki
- Jānis Sprukts
- Mikael Tellqvist